# Scoriaderma congolense
Scoriaderma congolense is een keversoort uit de familie somberkevers (Zopheridae). De wetenschappelijke naam van de soort werd in 1894 gepubliceerd door Edmund Reitter.